# Ivan Lapshov
Ivan Aleksandrovich Lapshov (tiếng Nga: Иван Александрович Лапшов; sinh ngày 1 tháng 5 năm 1999) là một cầu thủ bóng đá chuyện nghiệp người Nga hiện đang thi đấu cho FC Orenburg.

## Sự nghiệp câu lạc bộ
Anh có màn ra mắt tại Giải bóng đá chuyên nghiệp quốc gia Nga cho FC Kazanka Moskva vào ngày 30 tháng 3 năm 2018 trong trận đấu với FC Chertanovo Moskva.